# حیدر شرفا
حیدر شرفا (انگلیسی: Hayder Sherefa؛ زادهٔ ۱۱ ژانویهٔ ۱۹۹۴) بازیکن فوتبال اهل اتیوپی است.
وی همچنین در تیم ملی فوتبال اتیوپی بازی کرده است.